# Giosia

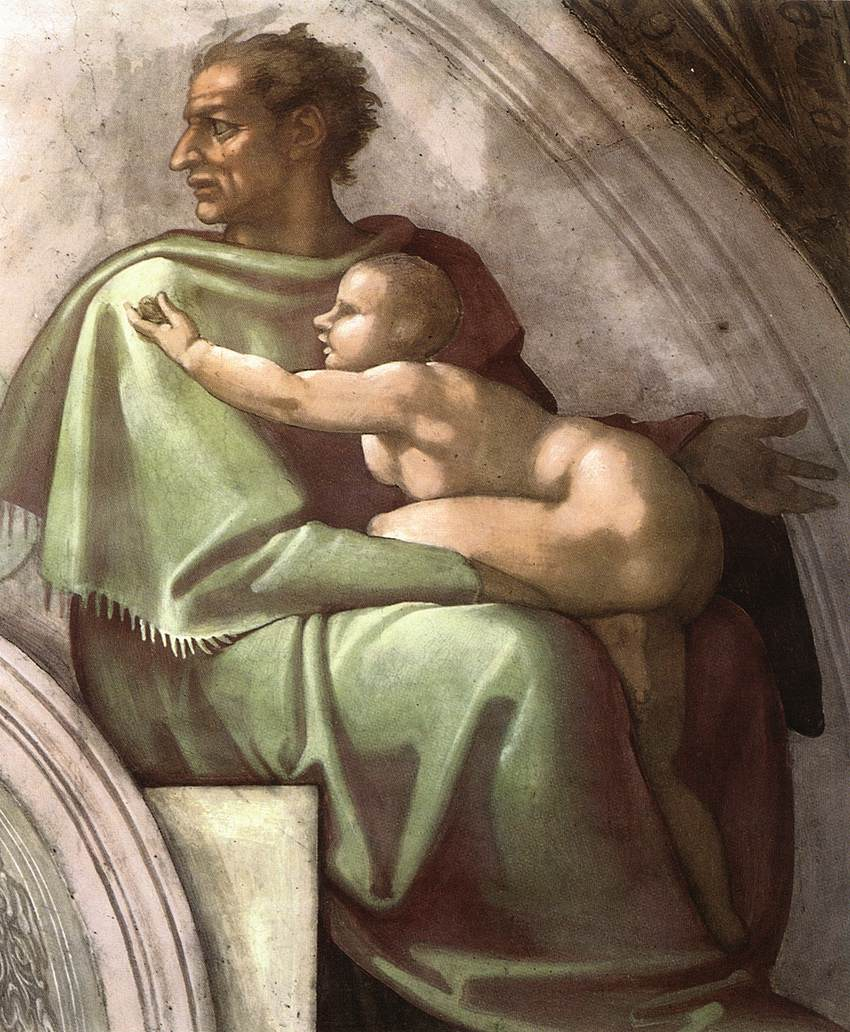
Michelangelo Buonarroti, Giosia (dettaglio), lunetta della Cappella Sistina.

Giosia (fl. VII secolo a.C.) fu il 17º re di Giuda e un importante riformatore religioso.

## Storia
Ampie notizie sul regno di Giosia si trovano nella Bibbia e in particolare nel Secondo libro dei Re 22-23, 35 e nel Secondo libro della Cronache 34-35). Giosia divenne re a 8 anni e regnò per 31 anni succedendo al tirannici regni del padre Amon e del nonno Manasse. Diversamente dai suoi predecessori, nel suo dodicesimo anno di regno cominciò a restaurare il culto esclusivo di Yahweh, distruggendo dai santuari tutti gli oggetti di culto degli altri dèi come Baal ("riempiendone il posto con ossa umane"), trucidando tutti i sacerdoti ancor vivi, e arrivando a dissotterrare e bruciare sui loro altari le ossa di quelli morti (Secondo libro dei Re 23, 4-16). Nel 622 a.C. il ritrovamento nel tempio di un rotolo della Legge (forse contenente il Deuteronomio o un testo ad esso collegato) lo spinse a una profonda riforma del culto nel cui ambito il popolo rinnovò l'alleanza con Yahweh e si stabilì che i sacrifici prescritti potessero aver luogo solo a Gerusalemme, riducendo così il rischio di culti sincretistici fra la fede in Yahweh e quella in Baal, ispiratore di un culto della sessualità mirante a garantire la fecondità della terra. Venne anche ripristinata la festa della Pasqua, che non era più celebrata solennemente dai tempi di Samuele.
Secondo il profeta Geremia, però, l'adesione del popolo alla riforma fu solo parziale e formalistica e i culti idolatrici continuarono ininterrotti, tanto che perfino nella valle della Geenna, subito fuori di Gerusalemme, si svolgevano i sacrifici di bambini, tipici dei culti cananei (7).
Nella primavera del 609 a.C. l'allora faraone Necao inviò un esercito in Palestina, diretto a nord in aiuto agli Assiri, il cui re era stato scacciato dalla propria capitale Carre dall'azione congiunta dei Medi e dei Babilonesi. Secondo il racconto del Secondo libro delle Cronache, scritto diversi secoli dopo l'evento, Giosia avrebbe cercato di contrastarne il passaggio nei pressi dell'antico presidio egiziano di Megiddo, ma fu ferito gravemente da una freccia e morì poco dopo a Gerusalemme. Per spiegare questo scontro gli storici hanno avanzato diverse ipotesi, fra cui che Giosia aspirasse a espandere verso nord i propri domini a spese degli Assiri o forse che avesse maggior timore dei Caldei che degli Egiziani. Data la probabile schiacciante superiorità militare degli Egiziani, l'azione di Giosia sembra molto sconsiderata e perciò questo racconto sembra poco verosimile. Il resoconto di questi stessi eventi nel Secondo libro dei Re è molto più laconico e non accenna in alcun modo ad uno scontro militare. Potrebbe darsi, quindi, che Giosia si sia dovuto recare a rendere omaggio a Necao, di cui probabilmente era vassallo, ma sia stato punito con la morte per non aver adeguatamente aiutato il suo signore durante la campagna dell'anno precedente, in cui l'esercito egiziano era stato sconfitto proprio a Carre, o più semplicemente per aver interrotto il pagamento delle imposte dopo la disfatta egiziana.

## Problemi teologici

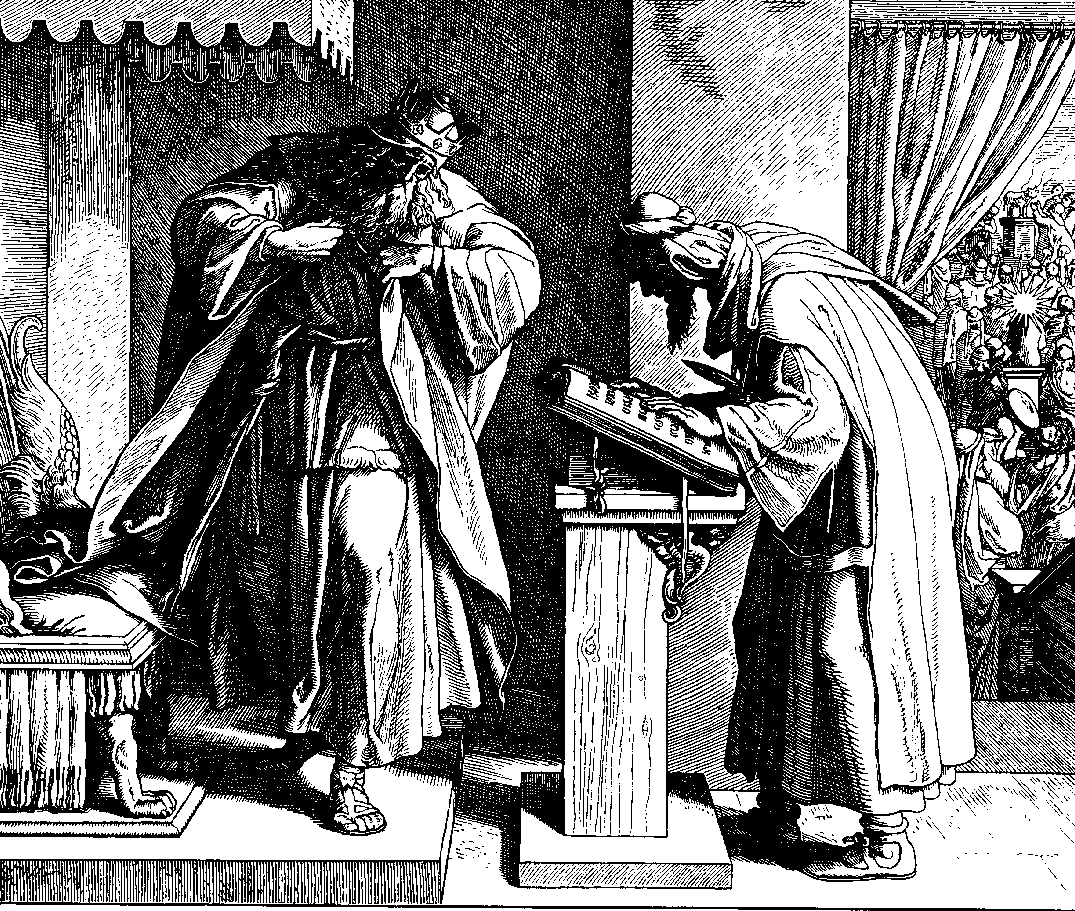
Josiah ascolta la lettura della legge (Julius Schnorr von Carolsfeld).

La tragica morte di un re pio e osservante della Legge costituì un grave problema per i teologi ebrei, spesso legati alla cosiddetta "dottrina della retribuzione". Alla sua morte prematura, infatti, si contrapponevano i lunghi regni degli empi Manasse, il nonno di Giosia, e Geroboamo II, re d'Israele (cioè della Samaria).
In occasione della morte di Giosia il profeta Geremia scrisse una lamentazione oggi perduta, ma probabilmente riecheggiata nei versetti 39-46 del Salmo 89. Nel versetto 47, poi il salmista si chiede "Fino a quando, Signore, ti terrai nascosto: per sempre?". Per questo motivo secondo l'apocalittica ebraica e cristiana la rivincita e il definitivo trionfo delle forze del Bene su quelle del Male avrà luogo proprio nei pressi della collina di Megiddo (Armageddon).

## Interpretazioni alternative
Le vicende di Giosia sono state oggetto di ampi studi sia da parte dell'archeologia israeliana (Ze'ev Herzog, David Ussishkin, Israel Finkelstein, Neil Asher Silberman, ecc.) che della filologia/glottologia (Edward Ullendorf, Ernst Axel Knauf, Giovanni Garbini, ecc.), della ricerca biblica (Thomas L. Thompson, Diana Edelman, John Van Seters, Niels Peter Lemche, Philip R. Davies, ecc.) e della storia delle religioni (Thomas Römer, Keith W. Whitelam, ecc.).
Molti archeologi Israeliani considerano non storico il ritrovamento del testo descritto nella Bibbia e Israel Finkelstein sottolinea come "in conclusione, ci sono pochi dubbi che il libro della Legge nominato in 2 Re fosse una versione originale del Deuteronomio e che comunque non fosse un vecchio libro ritrovato per caso ma piuttosto un'opera scritta nel settimo secolo a.C. poco prima o durante il regno di Giosia". Inoltre, lo storico e archeologo Mario Liverani osserva che "salta agli occhi l'espediente del ritrovamento di un manoscritto «antico», per conferire il crisma dell'autorità tradizionale a quella che doveva essere invece una riforma innovativa. Ma è soprattutto importante constatare come questa riforma abbia avuto luogo proprio in coincidenza col venir meno dell'autorità imperiale assira. In sostanza, Giosia avvertì l'opportunità di formalizzare la sostituzione di una dipendenza e fedeltà al signore terreno, l'imperatore, con una dipendenza e fedeltà al signore divino, Yahweh" e infatti "in tutta la storia dell'antico Oriente, codici ed editti sono sempre emanati dal re - e non potrebbe essere altrimenti. In Israele, persino la riforma di Giosia, che fu il più drastico intervento legislativo regio, viene presentato come «riscoperta» (nel tempio!) di un codice antico: col che l'apporto regio viene minimizzato a vantaggio del riferimento archetipico". Tali conclusioni sono accettate come possibili anche in ambito cristiano e gli studiosi della Bibbia Edizioni Paoline ritengono ammissibile si sia trattato di un ritrovamento fittizio, mentre gli esegeti del cattolico Nuovo Grande Commentario Biblico rilevano come "è anche possibile che il racconto del restauro del Tempio e del ritrovamento del libro sia una libera composizione dei Deuteronomisti per spiegare l'infedeltà religiosa dei due regni precedenti e, per contrasto, lo zelo religioso di Giosia".